# HMS R12
Le HMS R12 est l’un des 10 sous-marins britanniques de Classe R construits pour la Royal Navy pendant la Première Guerre mondiale. Le bateau n’a pas été achevé avant la fin de la guerre et a été vendu à la ferraille en 1923.

## Conception
Les sous-marins de classe R ont été conçus pour répondre à une exigence de l’Amirauté portant sur un sous-marin « chasseur-tueur » spécialisé, en mettant l’accent sur les performances en immersion. Les navires avaient une longueur hors-tout de 49,9 m, une largeur de 4,6 m et un tirant d'eau moyen de 3,5 m. Leur déplacement était de 420 tonnes en surface et 511 tonnes en immersion. Les sous-marins de classe R avaient un équipage de 2 officiers et 20 matelots. Ils pouvaient plonger jusqu’à une profondeur de 150 pieds (45,7 m).
Pour la navigation en surface, les navires étaient propulsés par un seul moteur Diesel à huit cylindres de 240 chevaux-vapeur (179 kW) qui entraînait l’unique arbre d'hélice. Une fois immergés, ils étaient propulsés par un moteur électrique de 1 200 chevaux (895 kW). Ils pouvaient atteindre 9,5 nœuds (17,6 km/h) en surface et 15 nœuds (28 km/h) sous l’eau. La classe R avait un rayon d'action de 2400 milles marins (4 400 km) à 9 nœuds (17 km/h) en surface et 60 milles marins (110 km) à 5 nœuds (9,3 km/h) en immersion.
Les navires étaient armés de six tubes lance-torpilles de 18 pouces (457 mm) à l’avant. Ils transportaient six torpilles de rechargement, soit un total d’une douzaine de torpilles. Ils étaient équipés d’un réseau de cinq hydrophones à l’avant pour leur permettre de localiser et d’engager des cibles lorsqu’ils étaient en immersion.

## Engagements
Le HMS R12 fut construit par Cammell Laird à Birkenhead. Sa quille fut posée le 1er décembre 1917, il est lancé le 9 avril 1918 et mis en service le 29 octobre 1919. Comme la plupart des autres sous-marins de classe R, il est arrivé trop tard pour participer aux combats de la Première Guerre mondiale. Le R12 fut mis en vente en décembre 1919 et vendu le 21 février 1923 à J. Smith.